# Едвард Лінскенс
 Едвард Лінскенс (нід. Edward Linskens, нар. 6 листопада 1968, Венрай) — нідерландський футболіст, що грав на позиції півзахисника.
Насамперед відомий виступами за ПСВ, у складі якого — чотириразовий чемпіон Нідерландів, триразовий володар Кубка Нідерландів, а також володар Кубка чемпіонів УЄФА. 

## Ігрова кар'єра
У дорослому футболі дебютував 1987 року виступами за команду клубу ПСВ, в якій провів вісім сезонів, взявши участь у 168 матчах чемпіонату.  Більшість часу, проведеного у складі ПСВ, був основним гравцем команди. За цей час чотири рази виборював титул чемпіона Нідерландів, тричі ставав володарем Кубка Нідерландів.
1988 року у складі ПСВ став володарем Кубка чемпіонів УЄФА. Найбільш пам'ятний уболівальникам клубу як автор єдиного голу нідерландської команди у двоматчевому протистоянні проти мадридського «Реала» у півфіналі того розіграшу найпрестижнішого європейського клубного турніру. Гол був забитий на «Сантьяго Бернабеу» у грі, яка завершилася унічию 1:1, що, з огляду на нульову нічию у матчі-відповіді, зробило його вирішальним для виходу ПСВ до фіналу змагання. У фінальному матчі, виграному нідерландцями в лісабонської «Бенфіки» в серії післяматчевих пенальті, 19-річний на той час півзахисник провів на полі усі 90 хвилин основного часу та 30 хвилин додаткових таймів, але пенальті для визначення переможця пробивали його досвідченіші партнери по команді.
Згодом з 1996 по 1997 рік грав у складі команд «НАК Бреда» та бельгійського «Локерена».
Завершив професійну ігрову кар'єру у клубі «ВВВ-Венло», за команду якого виступав протягом 1997—1998 років.

## Титули і досягнення
- Чемпіон Нідерландів (4):

ПСВ: 1987-1988, 1988-1989, 1990-1991, 1991-1992
- Володар Кубка Нідерландів (4):

ПСВ: 1987-1988, 1988-1989, 1989-1990, 1995-1996
- Володар Суперкубка Нідерландів (1):

ПСВ: 1992
- Володар Кубка європейських чемпіонів (1):

ПСВ: 1987-1988